# Gabriella Bascelli
Gabriella Bascelli (Johannesburg, 19 agosto 1982) è un'ex canottiera italiana.

## Biografia
Nata a Johannesburg, in Sudafrica, nel 1982, da madre sudafricana e padre abruzzese, inizia a remare nel 1998, a 16 anni. 
Nel 1999, all'uscita da una discoteca sudafricana viene coinvolta in una sparatoria tra bande, venendo colpita da un proiettile che le arriva fino alla testa del femore. Salvata dal fratello, ucciso qualche tempo dopo, dopo aver subito un tentativo di rapina, rimane in coma per diversi giorni, ma riesce a tornare alle gare, nonostante le previsioni iniziali dei medici.
Andata a vivere in Italia a fine 2001, nel 2002 vince il bronzo nel 2 di coppia ai Mondiali di Siviglia insieme a Elisabetta Sancassani, chiudendo dietro alla coppia neozelandese e a quella russa.
A 21 anni prende parte ai Giochi olimpici di Atene 2004, nel 2 di coppia insieme a Elisabetta Sancassani, venendo eliminata in batteria, con il 5º tempo, 7'46"66.
Nel 2007 è coinvolta in un incidente stradale, che la costringe per diverso tempo alla sedia a rotelle.
Ritornata in attività, partecipa di nuovo alle Olimpiadi, quelle di Pechino 2008, stavolta nel singolo, vincendo la sua batteria in 7'43"67, arrivando terza nei quarti di finale in 7'36"68, ma fermandosi in semifinale, dove arriva quarta con il tempo di 7'42"10.
1 mese dopo, agli Europei di Atene, vince la medaglia di bronzo nel 2 di coppia insieme a Erika Bello, arrivando dietro a Ucraina e Polonia.
L'anno successivo, a Brėst 2009, è argento, dietro all'Ucraina, nel quattro di coppia insieme a Erika Bello, Laura Schiavone ed Elisabetta Sancassani, ma soprattutto è oro nel 2 di coppia insieme a Laura Schiavone.
Nel 2012 ottiene la quarta medaglia europea, vincendo l'argento nell'otto a Varese insieme a Sara Bertolasi, Federica Cesarini, Giada Colombo, Sara Magnaghi, Enrica Marasca, Gaia Palma, Alessandra Patelli e Claudia Wurzel.
Dal 2021 al 2024 è stata presidente della Fondazione S.S. Lazio 1900, nata per promuovere attraverso iniziative sportive e culturali messaggi rivolti al rispetto della persona e dell'ambiente, all’inclusione e integrazione sociale, oltre al Welfare di comunità con diffusione di attività culturali di interesse sociale e con finalità educativa. Ad oggi, dopo la nomina di Cristina Mezzaroma come presidente, ricopre all'interno della fondazione il ruolo di segretario generale.

## Palmarès

### Campionati del mondo
- 1 medaglia:
  - 1 bronzo (2 di coppia a Siviglia 2002)

### Campionati europei
- 4 medaglie:
  - 1 oro (2 di coppia a Brėst 2009)
  - 2 argenti (Quattro di coppia a Brėst 2009, otto a Varese 2012)
  - 1 bronzo (2 di coppia ad Atene 2008)